# Le Moulin aux images
Cet article concerne une émission de la Télévision de Radio-Canada. Pour le spectacle en plein-air de Robert Lepage à Québec, voir Le Moulin à images.
Le Moulin aux images est une série télévisée jeunesse diffusée du 29 juin 1960 au 25 septembre 1962 sur la Télévision de Radio-Canada.

## Synopsis
Nous pouvions assister aux aventures de Maître Pierre (André Cailloux), de son âne Cadichon (voix et manipulation de Paule Bayard), du chat Auguste (voix et manipulation de Paule Bayard) et de leur ami Sautapic (Pierre Brabant pour les saisons de 1960 et de 1961 et Hubert Fielden pour la saison 1962).
Musique de Pierre Brabant.
L'âne Cadichon est une création de Marielle Chevrier.
Source : le télé-horaire La Semaine à Radio-Canada, semaine du 27 août au 2 septembre 1960, pages 2 et 3.